# Duingt
Duingt település Franciaországban, Haute-Savoie megyében. Lakosainak száma 1069 fő (2022. január 1.). Duingt Doussard, Entrevernes, Lathuile, Saint-Jorioz és Talloires-Montmin községekkel határos.

## Népesség
A település népességének változása:
| Lakosok száma | 871  | 939  | 994  | 972  | 998  | 994  | 1020 | 1044 | 1069 |
|               | 2013 | 2015 | 2016 | 2017 | 2018 | 2019 | 2020 | 2021 | 2022 |